# Псалом 135

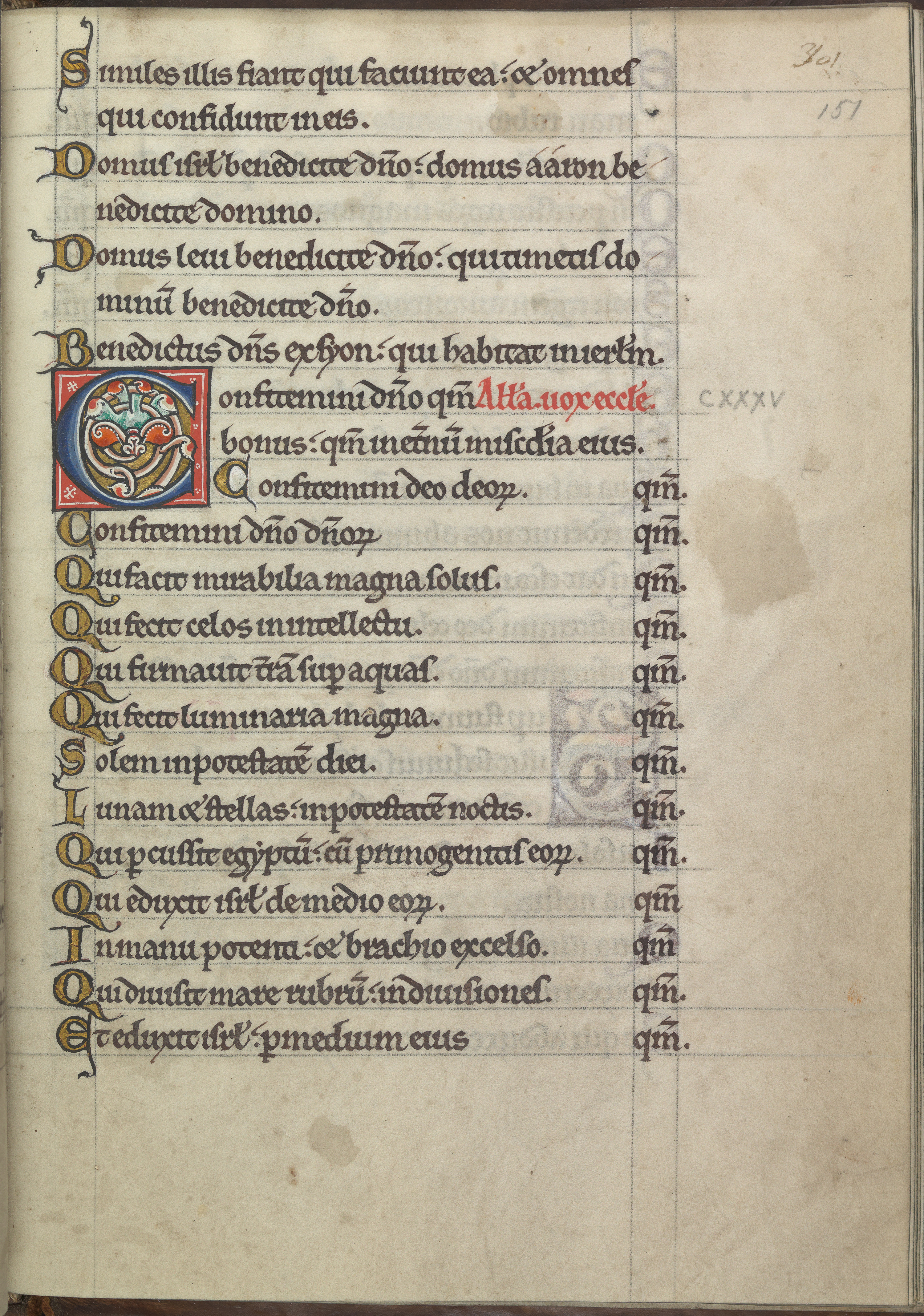
135-й псалом на листе из Псалтири Алиеоноры Аквитанской

Сто три́дцать пя́тый псало́м — благодарственно-хвалебный литургический псалом, торжественный гимн Богу с перечислением Его многочисленных благодеяний для евреев, 135-й псалом из книги Псалтирь (в масоретской нумерации — 136-й). Известен по латинскому инципиту Confitemini Domino quoniam bonus, «Исповѣдайтеся Господеви яко благъ». В псалме Всевышний воспеваем как Творец мира, Покровитель иудеев, совершавший многочисленные чудеса, чудом избавивший из египетского рабства и даровавший в наследие Землю обетованную. Торжественный тон псалма обусловлен поводом построения и освящения второго иерусалимского Храма, «и все сыны Израилевы, видя, как сошёл огонь и слава Господня на дом, пали лицом на землю, на помост, и поклонились, и славословили Господа, ибо Он — благ, ибо вовек милость Его» (2Пар. 7:3). 135-й псалом считают зачатком иудейской поэтической рифмы, ввиду повторения завершающих слов «милость Его» (חסדו‎, хасдо). Составлен в виде антифона, когда ведущий молитву призывает молящихся к молитве, а община вторит ему. Псалмы 134—135 — произведения лирического либо эпического характера, отчасти религиозные гимны, образующие отдельную группу.
В талмудическом иудаизме 135-й псалом назван «Вели́ким гале́лем» (הלל הגדול‎), также по начальному слову «Году» (הודו‎ — «возблагодарите»). Является синагогальной молитвой времени существования Храма. «Великий галель» отличают от «Малого галеля», «Египетского галеля», «Ежедневного галеля».
В православии оба псалма 134—135 названы «полиеле́йными», потому что употребляются при совершении полиелея при великих праздниках. Важности праздника вполне отвечает торжественный тон содержания псалмов. 135-й псалом назван «многоми́лостивым» из-за многократно упоминаемых слов «ибо Он благ, ибо вовек милость Его», а уже от 135-го псалма получил своё название «полиелейного» и предыдущий 134-й псалом.

## Текст
В 135-м псалме трижды употреблено слово «славьте» (дословно — «возблагодарите») — в начале и единожды — в конце, что соответствует молитвенному построению. За созданные чудеса (стихи 4—9). За спасение от египтян (стихи 10—15). За спасение от филистимлян (стихи 16—24). За пищу земли Израильской (стих 25). Славословие (стих 26).

Контраст между синтаксисом и смыслом в особенности заметен в тех псалмах, где есть рефрен, например, в 135/136-м. Рефрен разрывает синтаксические связи внутри текста и венчает собой даже строки, казалось бы, противоречащие ему по смыслу. Даже по русскому переводу видно, что в стихах 18—20 рефрен разрывает и синтаксис, и семантическое поле, если рассматривать эти стихи изолированно: убиение Сихона и Ога можно назвать проявлением Господней милости только в широком контексте истории израильского народа, но само по себе оно говорит скорее о гневе и правосудии. Линейное развитие повествования об исходе Израиля сочетается с постоянным возвращением к отправной точке, обозначенной в самом начале псалма; рефрен относится к псалму в целом. Даже употребление местоименного суффикса («милость Его») не подчиняется грамматическим правилам, согласно которым в стихах 19 и 20 он должен был бы отсылать нас к Сихону и Огу, а не к Господу.
— А. С. Десницкий
| Ведущий | Община                                            |
| --- | ------------------------------------------------- |
| Исповѣдайтеся Господеви, яко благъ. Исповѣдайтеся Богу боговъ. Исповѣдайтеся Господеви господей. Сотворшему чудеса велiя единому. Сотворшему небеса разумомъ. Утвердившему землю на водахъ. Сотворшему свѣтила велiя единому. Солнце во область дне. Луну и звѣзды во область нощи. Поразившему Египта съ первенцы его. И изведшему Израиля от среды ихъ. Рукою крѣпкою и мышцею высокою. Раздѣльшему Чермное море въ раздѣленiя. И проведшему Израиля посредѣ его. И истрясшему фараона и силу его въ море Чермное. Проведшему люди Своя въ пустыни. Поразившему цари велiя. И убившему цари крѣпкiя. Сиона царя Аморрейска. И Ога царя Васанска. И давшему землю ихъ достоянiе. Достоянiе Израилю рабу Своему. Яко во смиренiи нашемъ помяну ны Господь. И избавилъ ны есть от враговъ нашихъ. Даяй пищу всякой плоти. Исповѣдайтеся Богу небесному. | Яко въ вѣкъ милость Его. Яко въ вѣкъ милость Его. |

## Толкование
135-й псалом евреи называют «Великим галелем», однако некоторые к нему прибавляют также стихи 134:4—21, другие считают «Великим галелем» псалмы 119—135. Стихи 135:1—18 объединяются в трёхстишия, оставшиеся стихи 135:19—26 объединяются в два четырёхстишия, однако стихи 135:17—22 взяты из предыдущего 134-го псалма, а 135:25 выпадает из контекста всего псалма, вероятно, из-за нарушения порядка стихов. Псалом состоит из пяти частей:
I. Славьте Господа (стихи 1—3).
II. За чудеса (стихи 4—9).
III. За исход из Египта (стихи 10—15).
IV. За Землю обетованную (стихи 16—22).
V. За пищу (стихи 23—26).
Первый стих
«Славьте Господа, ибо Он благ, ибо вовек милость Его»
Вавилонский Талмуд: Сказал раввин Иошуа бен-Леви: «Эти 26 „славьте“ чему соответствуют? Соответствуют 26-и поколениям, которые создал Всевышний в собственном Мире и ещё не даровал им Торы, но питал их по Своей милости».
Евфимий Зигабен: «Этот псалом называется „многомилостивым“ (полиелейным) от многократно упоминаемой в нём за каждым стихом милости. А от сего псалма получил имя „полиелейного“ и предыдущий псалом, то есть „Хвалите имя Господне“. И самое, среди церкви висящее, паникадило, или многосвечник, названо также от сего псалма „полиелеем“, так как оно зажигается во время пения „многомилостивого“ (135-го псалма). Почему при каждом пении 134-го псалма должно петь неразрывно за ним и сей псалом, как собственно „полиелейный“, и не может быть пет только первый без второго, как не рассудительно и худо делают другие».
Г. И. Разумовский: «Начало сего псалма сходственно с началом некоторых других псалмов (104—107), с тою разницею, что в тех псалмах приглашение псалмопевца к славословию и благодарению Господа Бога словами „исповедайтеся Господеви“ употреблено по одному разу, а здесь оно повторяется три раза, и притом с прибавлением, после каждого раза, особой хвалы за вечную милость Божию».
Четвёртый стих
«Того, Который один творит чудеса великие, ибо вовек милость Его»
Раши: «„Того, Который один творит чудеса великие“ — при сотворении Мира ангелы не были созданы, пока не были созданы чудеса: небеса, земля, солнце, луна».
Тринадцатый стих
«Разделил Чермное море, ибо вовек милость Его»
Раши: «„Разделил“ — на 12 проходов для 12-и колен».
Палладий (Пьянков): «„Разделил Чермное море“ — „древнее предание говорит, что море разделено было двенадцатью пресечениями, так что каждому колену открыт был особый путь“ (Афанасий Великий). Это предание Феодорит Кирский относит к басням: „Иные, следуя иудейским басням, утверждали, что в Чермном море произошли разделения, равночисленные двенадцати коленам, потому что пророк сказал разделения, а не разделение. Но им должно было знать, что по рассечении моря на две части, из одного стало два. Посему-то рассечение моря на две части пророк назвал разделениями“. Златоуст также приводит это предание, но не отвергает его: „Потому в короткое время и совершились противоположные действия (одних спасение, а других погибель), и море разделилось не в одном месте, но по числу всех колен“».
Двадцать третий стих
«Вспомнил нас в унижении нашем, ибо вовек милость Его»
Раши: «„Вспомнил нас в унижении нашем“ — в Египте, вспомнил Он о нас».
Двадцать четвёртый стих
«И избавил нас от врагов наших, ибо вовек милость Его»
Раши: «„И избавил нас“ — от них и совершил Он все эти чудеса ради нас».
Двадцать пятый стих
«Даёт пищу всякой плоти, ибо вовек милость Его»
Раши: «„Даёт пищу“ — указывает на милость ко всем созданиям».
Двадцать шестой стих
«Славьте Бога небес, ибо вовек милость Его»
Раши: «„Славьте Бога небес“ — Который приготовляет пищу всем созданиям. 26 раз „ибо вовек милость Его“ — соответствует 26-и поколениям, что Мир был без Торы и существовал лишь по милости Всевышнего».

## Богослужебное использование
Католицизм
По уставу святого Бенедикта 135-й псалом поют на вечерни среды.
Православие
В Русской православной церкви 135-й псалом называют «полиелейным», потому что употребляют при совершении полиелея при великих праздниках. 135-й псалом состоит в 19-й кафизме, поют в тех частях православной литургии, куда входит кафизма. Целиком 135-й псалом поют во время Великого поста, в среду Страстной седмицы, во Всенощном бдении на утрени в Полиелей, при чтении Псалтири от недели Антипасхи до отдания Воздвижения Креста, после отдания Воздвижения Креста, до отдания праздника Богоявления, в праздник Благовещения Пресвятой Богородицы. Отдельные стихи псалма поют по разным случаям.
135:1 «исповѣ́дайтеся Го́сподеви, я́ко бла́гъ: я́ко въ вѣ́къ ми́лость Его́» поют в составе прокимна всю неделю Пасхи, на Неделе Цветной, молебне на Пасху, в среду 6-й седмицы после Пасхи, в Благовещение в великую неделю Пасхи, во вторую неделю после Пятидесятницы.
135:2 «исповѣ́дайтеся Бо́гу бого́въ: я́ко въ вѣ́къ ми́лость Его́» поют в составе прокимна в Благовещение в Великую среду на вечерне, в среду Страстной седмицы Великого поста на вечерне.
135:6 «утверди́вшему зе́млю на вода́хъ: я́ко въ вѣ́къ ми́лость Его́» поют на ирмосах в честь многих святых, на празднование Пресвятой Богородице, предпразднство Рождества Христова.
135:25 «дая́й пи́щу вся́кой пло́ти: я́ко въ вѣ́къ ми́лость Его́» произносят в молитве после вкушения пищи, а также в обряде панагии.
135:26 «исповѣ́дайтеся Бо́гу небе́сному: я́ко въ вѣ́къ ми́лость Его́» поют в составе прокимна в среду Страстной седмицы Великого поста на вечерне.
Иудаизм
135-й псалом произносят в утренних молитвах во время праздничного утреннего богослужения в последний день Песаха. Также 135-й псалом назван «Великим галелем» при произнесении над необязательным пятым бокалом разбавленного водой вина во время пасхальной трапезы.
135:1 «славьте Господа, ибо Он благ, ибо вовек милость Его» является частью четвёртого дополнительного благословения на поминках на еврейских похоронах в затрапезной молитве.
135:7 «сотворил светила великие, ибо вовек милость Его» произносят в утренних молитвах праздников Рош ха-Шана и Йом-кипур.
135:25 «даёт пищу всякой плоти, ибо вовек милость Его» является частью субботнего первого благословения затрапезной молитвы палестинской традиции, а также первого благословения затрапезной молитвы вавилонской традиции всякого дня (будней, субботы, праздника).
Протестантизм
135:25 «даёт пищу всякой плоти» произносят в затрапезной молитве.

## Талмуд
В Талмудах существует разногласие о том, что же считать «Великим галелем»?
Палестинский Талмуд
В палестинском Талмуде однозначно указан 135-й псалом под названием «Великий галель»:

Что такое «Великий галель»? Это — «славьте Бога богов, ибо вовек милость Его. Славьте Господа господствующих» и так далее.
Оригинальный текст (иврит)אי זהו הלל הגדול הוֹד֣וּ לֵֽאלֹהֵ֣י הָאֱלֹהִ֑ים כִּי־ט֑וֹב כִּ֖י לְעוֹלָ֣ם חַסְדּֽוֹ ה֭וֹדוּ לַֽאֲדֹנֵ֣י הָֽאֲדֹנִ֑ים וגומר‎
— Палестинский Талмуд, Таанит 3:11
Вавилонский Талмуд
В вавилонском Талмуде указаны разногласия относительно того, что же считать «Великим галелем», 135-й псалом, или группу псалмов 119—135, или псалмы 134:4—135:

Откуда [начинается] «Великий галель»? Раввин Иехуда говорит: «От „славьте“ до „при реках Вавилона“». А раввин Иоханан говорит: «От „песни восхождения“ до „при реках Вавилона“». Раввин Аха бар-Иаков сказал: «От „ибо Господь избрал Себе Иакова“ до „при реках Вавилона“».
Оригинальный текст (иврит)מהיכן הלל הגדול רבי יהודה אומר מהודו עד נהרות בבל ורבי יוחנן אומר משיר המעלות עד נהרות בבל רב אחא בר יעקב אמר מכי יעקב בחר לו יה עד נהרות בבל‎
— Вавилонский Талмуд, Псахим 118 а

## Рецепция
Литература
| Исповедь хвалы Господу несите, яко благ, Бога всех богов хвалите. Яко милость вовеки Его на человеки. Исповедь хвалы Господеви дайте, Господа, Его всем господем знайте. Яко милость вовеки Его на человеки. Иже чюдеса един сотворил есть, велия никто точен Ему был есть. Яко милость вовеки Его на человеки. Иже разумом небо сотворил есть, на водах многих землю утвердил есть. Яко милость вовеки Его на человеки. Иже светила велия создал есть, луну и звезды в область нощи дал есть. Яко милость вовеки Его на человеки. Иже с первенцы Египт поразил есть, Израиля же з того свободил есть. Яко милость вовеки Его на человеки. В крепости руки и в мышце высоце и дал разделы во мори глубоце. Яко милость вовеки Его на человеки. Им же Израиль ведом свободися, фараон с вои в Понте потопися. Яко милость вовеки Его на человеки. Иже в пустыни люди си провел есть, цари велия пред онеми стерл есть. Яко милость вовеки Его на человеки. Иже крепкия цари посрамил есть, Аморрейскаго Сигона убил есть. Яко милость вовеки Его на человеки. Симеон Полоцкий, «Псалтирь рифмотворная», 1678 | Благъ Господь! Его прославьте, Долгъ Хваленiя исправьте; Всякъ да славитъ человѣкъ: Милость бо Его во вѣкъ. Всѣмъ Бога́мъ прославьте Бога, Свя́та, Ди́вна, безъ прилога; Всякъ да славитъ человѣкъ: Милость бо Его во вѣкъ. Го́спода надъ господа́ми, Прославляйте вы устами; Всякъ да славитъ человѣкъ: Милость бо Его во вѣкъ. Толь чудесъ предъизъявивша; И Едина Сотворивша; Всякъ да славитъ человѣкъ: Милость бо Его во вѣкъ. Небеса умомъ создавша; Красоту ихъ показавша; Всякъ ла славитъ человѣкъ: Милость бо Его во вѣкъ. Здѣлавшаго учрежденну, Землю сверьхъ водъ утвержденну; Всякъ да славитъ человѣкъ: Милость бо Его во вѣкъ. Сотворившаго Свѣтила, Коихъ-ве́лiя толь Сила; Всякъ да славитъ человѣкъ: Милость бо Его во вѣкъ. Произведша Солнце въ Славу, Дня въ господство и въ державу; Всякъ да славитъ человѣкъ: Милость бо Его во вѣкъ. Положившаго, по мо́щи, Звѣ́зды и луну для но́щи; Всякъ да славитъ человѣкъ: Милость бо Его во вѣкъ. Пораженiями смявша, Первенцы въ Егiптѣ взявша; Всякъ да славитъ человѣкъ: Милость бо Его во вѣкъ. И оттуду въявь Изведша, И съ Ізраилемъ пошедша; Всякъ да славитъ человѣкъ: Милость бо Его во вѣкъ. А изведша Силъ рукою, Мышцы купно высотою; Всякъ да славитъ человѣкъ: Милость бо Его во вѣкъ. Предѣливша въ морѣ во́ды, Стѣнъ среди подавша ходы; Всякъ да славитъ человѣкъ: Милость бо Его во вѣкъ. И проведша безъ напасти Дномъ Ізраиля по вла́сти; Всякъ да славитъ человѣкъ: Милость бо Его во вѣкъ. Силу всю, и съ Фараономъ, Въ море вринувша со стономъ; Вскъ да славитъ человѣкъ: Милость бо Его во вѣкъ. Ведшаго Своихъ въ пустынѣ, Ихъ и любяща понынѣ; Всякъ да славитъ человѣкъ: Милость бо Его во вѣкъ. Стершаго Царей толиких, Поразивша толь великихъ; Всякъ да славитъ человѣкъ: Милость бо Его во вѣкъ. И убившаго тѣхъ сильныхъ, Въ крѣпости своей обильныхъ; Всякъ да славитъ человѣкъ: Милость бо Его во вѣкъ. Аморрейскому Сiону Скоро Давшаго смерть ону; Всякъ да славитъ человѣкъ: Милость бо Его во вѣкъ. И царю Васанску О́гу Въ гробъ отверзша тужъ доро́гу; Всякъ да славитъ человѣкъ: Милость бо Его во вѣкъ. Землю оныхъ всѣхъ избравша, И рабу въ наслѣдство давша; Всякъ да славитъ человѣкъ: Милость бо Его во вѣкъ. Давша въ область милосердо, Ту Ізраилю толь твердо; Всякъ да славитъ человѣкъ: Милость бо Его во вѣкъ. Помянувша насъ смиренныхъ, И едва́-ужъ несотренныхъ; Всякъ да славитъ человѣкъ: Милость бо Его во вѣкъ. Всѣхъ насъ отъ враговъ избавлша, И въ свобо́дѣ сей поставлша; Всякъ да славитъ человѣкъ: Милость бо Его во вѣкъ. Пи́щу всякой пло́ти шлюща, Ту въ обилiи дающа; Всякъ да славитъ человѣкъ: Милость бо Его во вѣкъ. Бога славьте всѣ Небесна, И всегда во всемъ чудесна; Всякъ да славитъ человѣкъ: Милость бо Его во вѣкъ. В. К. Тредиаковский, 1753 |